# Георги Димов (юрист)
Вижте пояснителната страница за други личности с името Георги Димов.
Кара Георги Димов (Кара-Димов)  е български адвокат и общественик от епохата на Българското възраждане в Македония. 

## Биография
Роден е в българския южномакедонски град Кукуш, тогава в Османската империя, днес Килкис в Гърция. По-късно живее и работи в Солун, където се установява в собствена къща в квартала „Каламария“.
Кара Георги Димов изпълнява ролята на постоянен юрисконсулт на Солунската българска община. Към 1872 година е неин посредник пред турската власт, турските съдилища и градската общинска власт, „беледието“. Той пише махзара (петиция) на солунските българи до турското правителство от 10 февруари 1872 година (в сътрудничество с друг адвокат турчин). Махзарът е подписан от няколкостотин души и изпратен директно до Великия везир. В него се заявява, че те са българи, че не искат да бъдат повече под гръцка духовна власт, че желаят да се управляват, учат и черкуват в свои общини, училища и църкви. След този махзар и след като турската власт вижда, че българите няма да отстъпят, следват някои мерки, показващи подобрение на отношението към тях. Кара Георги пише писма и до цариградските българи за подкрепа, заявявайки, че „всички, като един човек, ще застанат за народните правдини и няма да отстъпят на гърците“.
Къщата на Кара Георги, когато не бил в общината, винаги се пълнела с много българи от Солун и околността. Владислав Алексиев го характеризира като „юрисконсулт, адвокат и ходатай“.